# Украшение источников

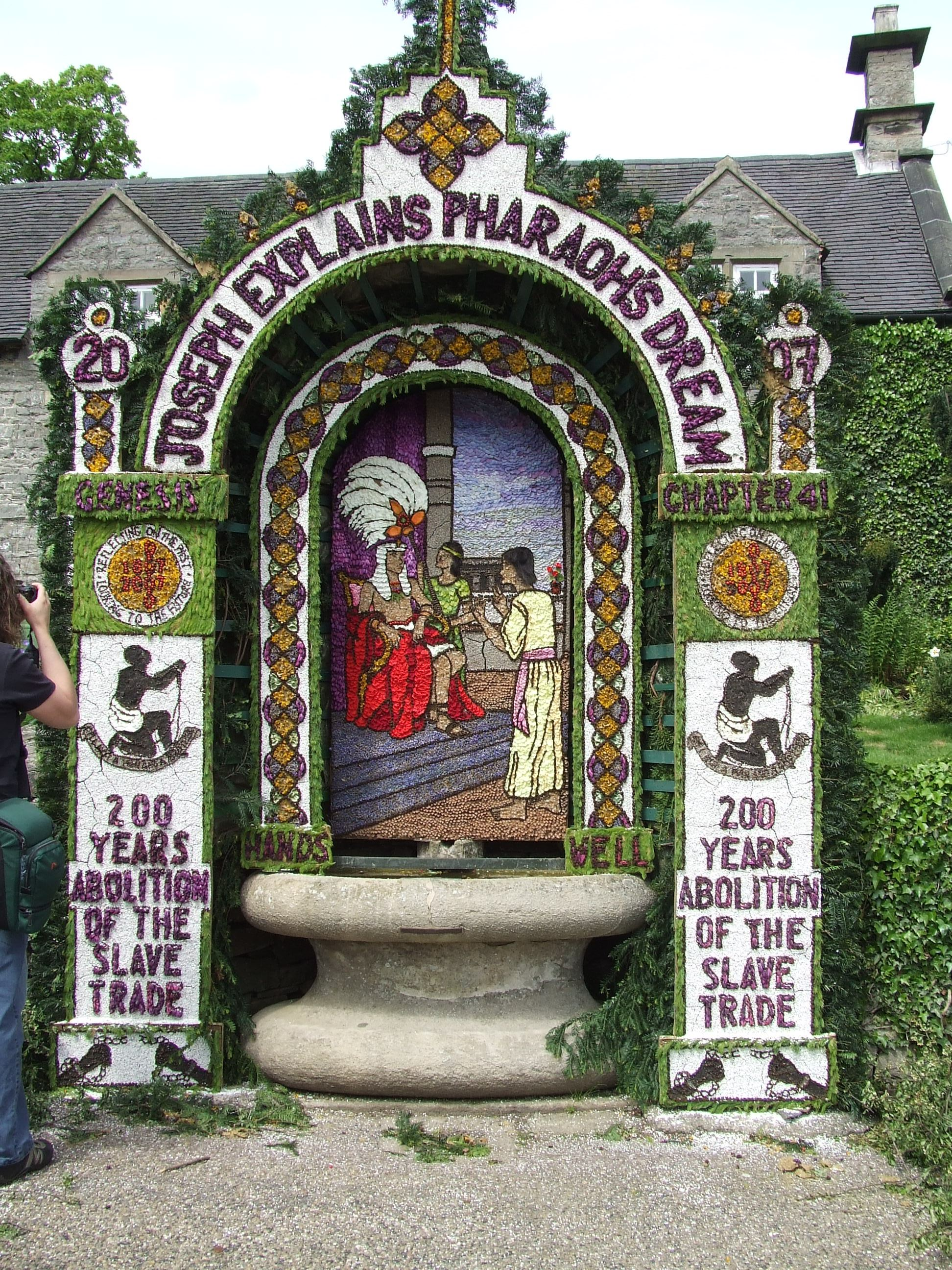
Украшенный источник в Тиссингтон, 2007 год

Украшение источников (англ. well dressing, well flowering) — народный обычай в Англии, когда колодцы, родники и другие источники украшаются конструкциями из цветов. Обычай связан с местностями Пик-Дистрикт (Дербишир) и Стаффордширом. Джеймс Мюррей Маккинлей писал в 1893 году, что традиция не встречается в Шотландии, а В. С. Корнер в 1946 году отмечает отсутствие её в Ирландии. И в Ирландии и в Шотландии имеется своя долгая традиция почитания источников, относящаяся по меньшей мере к VI веку.
Обряд в его нынешней форме сформировался, вероятно, в XVIII веке, развившись из распространённого, но менее пёстрого украшательства с лентами и простыми цветочными гирляндами.

## История

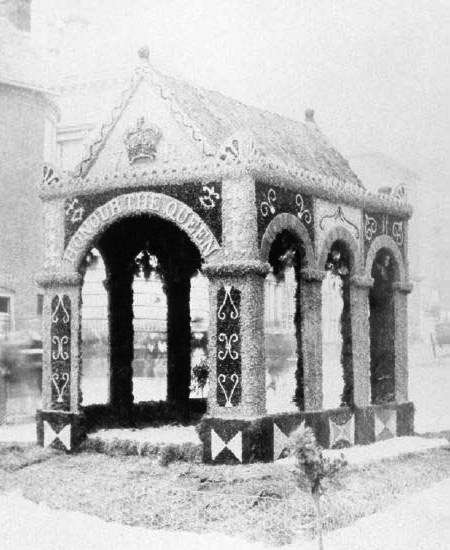
Украшенный источник в Уирксворте, 1860-е годы

Место происхождения традиции дискуссионно. Предположительно, она восходит к языческой традиции подношений богам в благодарность за обеспечение людей водой. Другая версия говорит о праздновании жителями поселения чистоты источников после эпидемии чумы (Чёрной смерти) в 1348 году или возобновление поступлений воды после засухи в 1615 году. Традиция до 1818 года в Тиссингтоне не зафиксирована, — раннее свидетельство украшения колодцев в здешних местах датируется 1758 годом.
Украшение источников проводилось в не менее 12 деревнях Дербишира. В 1840 году в Бакстоне обряд проводился «в память о благодеяниях герцога Девонширского, который за свой счёт организовал снабжение Верхнего города, отделённого расстоянием от колодца Святой Анны на реке Уай, водой из фонтана в пешей доступности для всех». Параллельно в это же время традиция возрождена в Юлгрейве в честь празднования проведение воды по трубам с гор в долину.
С годами этот обычай то угасал, то возобновлялся, возрождаясь в Дербишире, Стаффордшире, Южном Йоркшире, Чешире, Шропшире, Вустершире и Кенте.

## Празднование
Деревянная конструкция собирается и обмазывается глиной, смешанной с водой и солью. Схема конструкции чертится на бумаге и представляется обычно на религиозную тему. Затем сборную конструкцию украшают лепестками цветов, мхом, а также бобами, семенами и шишками. У каждого поселения свой метод украшения — кто-то придерживается традиционного украшательства натуральными предметами (например, Уирксворт, Барлоу), другие не против вносить современные предметы для облегчения процесса.

## В литературе
- В рассказе Джона Браннера «В сезон украшения источников» («In the Season of the Dressing of the Wells») говорится о возрождении традиции в английской деревне Уэст-Кантри после Первой мировой войны и её связи с Богиней[14][15].
- В романе Джона МакГрегора «Резервуар 13» (Reservoir 13) события разворачиваются в деревне, практикующей обряд украшения источников[16].